# Etisus bifrontalis
Etisus bifrontalis är en kräftdjursart som först beskrevs av John R. Edmondson 1935.  Etisus bifrontalis ingår i släktet Etisus och familjen Xanthidae. Inga underarter finns listade i Catalogue of Life.